# Parastrangalis impressa
Parastrangalis impressa là một loài bọ cánh cứng trong họ Cerambycidae.